# Bakó Jenő
Bakó Jenő, eredetileg Heizer Jenő (Eger, 1921. június 19. – Budapest, 2000. május 29.) magyar úszó, mesteredző, sportvezető, szakíró, Bakó Ferenc néprajzkutató, muzeológus testvére.

## Edzői és sportvezetői pályafutása
1928-tól 1940-ig a MOVE Egri SE úszója volt. 1938-ban 300 méteres vegyesúszásban magyar bajnoki címet szerzett, de elsősorban nem sportolóként, hanem úszóedzőként vált ismertté.
1941-től egyesülete edzője lett. Tanítványa volt többek között Kádas Géza, Nyéki Imre, Utassy Sándor, Madarász Csilla, Egerváry Márta, Killermann Klára és Válent Gyula. 
1951-től 1955-ig a Heves Megyei Úszószövetség elnöki teendőit is ellátta. Edzőként 1948-tól 1972-ig részt vett valamennyi olimpia magyar úszókeretének felkészítésében. 1959-től 1963-ig, majd 1966-ig Sárosi Imrével közösen ő volt a magyar úszóválogatott kapitánya. 
1956-tól 1963-ig majd 1967-től 1968-ig az FTC, 1969-től az UTE úszószakosztályának vezetőedzője lett. 1959-től 1966-ig ő töltötte be a Magyar Úszó Szövetség edzőbizottságának elnöki tisztségét is. 1960-tól 1964-ig volt a Magyar Olimpiai Bizottság tagja.

## Szakírói pályafutása
Az edzéstechnikai kérdések mellett a sportág történetével is foglalkozott. Számos, vízisportokkal kapcsolatos szakkönyv szerzője, társszerzője, illetve szerkesztője volt. Részt vett a Sport és Testnevelés című folyóirat szerkesztésében. 1996-tól haláláig a Révai új lexikona munkatársa volt.

## Főbb művei
- Az úszás, műugrás, vízilabdázás kézikönyve (társszerző: Balla Béla, Brandi Jenő, Bánki Zoltán, Bárány István (úszó), Budapest, 1960)
- Az úszók korszerű edzése (társszerző: Nádori László, 1960)
- Hetvenöt év (társszerző: Serényi Péter, Budapest, 1982) – ISBN 9637542590
- Az úszás története (Budapest, 1982) – ISBN 9632534506
- Úszósport almanach, 1882–1990 (szerkesztő, Budapest, 1991) – ISBN 9632538080
- Úszóvilág és egyéb érdekességek (Budapest, 1991) – ISBN 9637398007
- Vízcseppek (Budapest, 1992)
- Eger az úszó város (Eger, 1997) – ISBN 9630476169

## Díjai, elismerései
- Magyar Köztársasági Sportérdemérem bronz fokozat (1949)[1]
- Magyar Népköztársasági Sportérdemérem ezüst fokozat (1951)[2]
- Sport Érdemérem ezüst fokozat (1955)[3]